# Place des Vosges 4
Palác des Vosges 4 v Paříži se nachází v historické čtvrti Marais na náměstí Place des Vosges. Na rozdíl od ostatních paláců na náměstí nenese žádné historické označení po některém z bývalých majitelů.

## Umístění
Palác č. 4 na náměstí Place des Vosges se nachází na jižní straně náměstí ve 4. obvodu.

## Historie
Parcelu koupil v roce 1605 Noël Regnouart a nechal vystavět dům, kde bydlel do roku 1628. Po něm byl majitelem Edme de La Châtre, v roce 1653 maršál Jacques de Saulx, roku 1672 Nicolas Le Verrier. V roce 1719 se palác stal majetkem královského rady Michela Surirey de Saint-Rémi. V roce 1746 v paláci pobýval Nicolas-François Cisternes, 1756 matematik Nicolas Claude Duval-le-Roy, 1789–1790 Thomas de Mahy de Favras. V roce 1814 zde bydlel baron Miscoud d'Umons, v roce 1820 politik Joseph-Marie Portalis a roku 1851 zde bydlela rodina Pontbichet, Isabelle Daniel a major Louis Alexandre Deshayes de Merville.
Fasáda, střechy, podloubí a schodiště v paláci jsou od roku 1955 chráněny jako historická památka.